# アドリアン・トリュフェ
アドリアン・トリュフェ（Adrien Trffert、2001年11月20日 - ）は、ベルギー・リエージュ出身のフランス人サッカー選手。リーグ・アン・レンヌ所属。ポジションはDF。

## クラブ経歴
2015年にレンヌの下部組織に入団し、2020年5月28日にクラブと自身初のプロ契約を結んだ。同年9月19日、リーグ・アンのモナコ戦にて18歳にしてトップチームデビューを果たすと、その後はレギュラーに定着し、年明けの2021年2月25日に2025年まで契約を延長した。

## 代表経歴
プロデビューの1年前である2019年からフランスの世代別代表に招集され始め、2021年3月には出生国であるベルギーサッカー協会からベルギー代表への招集が地元紙によって推測され、当時のA代表監督だったロベルト・マルティネスも招集に好意的な発言を行った。
2022年9月20日、U-21フランス代表に招集されたトリュフェだったが、フランス代表の左サイドバックに負傷者が続出した影響で、代役としてトリュフェに白羽の矢がたった。9月25日、UEFAネーションズリーグのデンマーク代表戦にて、フェルラン・メンディとの途中交代でA代表初キャップを刻んだ。

## タイトル

### 代表
U-23フランス代表
- パリオリンピック銀メダル: 2024